# Universität Minho
Die Universität Minho (portugiesisch: Universidade do Minho) ist eine staatliche Universität im Norden Portugals mit zwei Standorten:
- Campus de Gualtar in Braga und
- Campus de Azurém und Campus de Couros (seit 2012) in Guimarães.

Das Rektorat befindet sich im ehemaligen erzbischöflichen Palast am Largo do Paço inmitten der Altstadt von Braga.

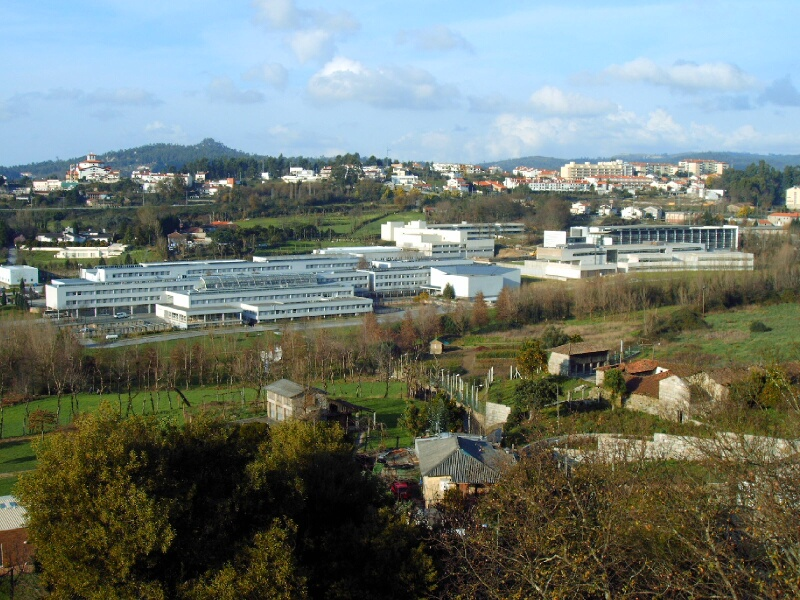
Campus Azurém in Guimarães
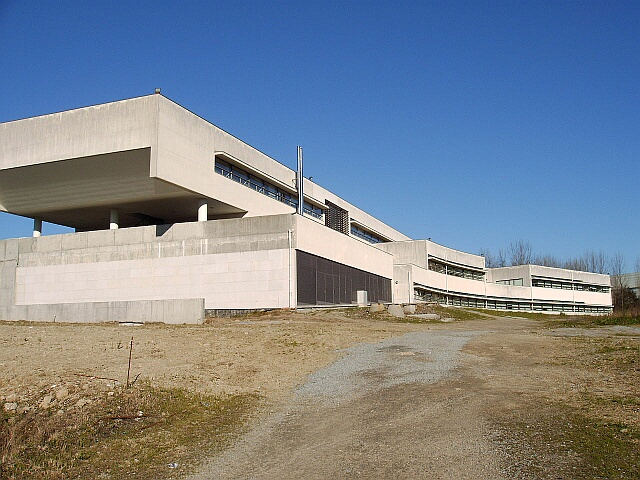
Campus Azurém

Die Universität wurde im Rahmen einer staatlichen Hochschulreform im Jahre 1973 gegründet (normaler Lehrbetrieb ab 1975/76) und ist benannt nach der Region Minho südlich des Grenzflusses Minho. Sie war die erste der sogenannten „neuen“ Universitäten Portugals, die regional definiert sind (wie zum Beispiel Universidade Trás-os-Montes e Alto Douro [UTAD] oder Universidade da Beira Interior [UBI]).
Ergebnisse auf den Gebieten kombinierter Baustoffe (Gebäude, Fahrzeuge), Informatik (vor allem Computergrafik), Robotik und Regenerativer Medizin (vor allem Tissue Engineering) haben die Universität international bekannt gemacht.
Durch einen der ersten Beschlüsse der Regierung unter Premierminister António Costa (am 26. November 2015 vereidigt) wurde die Hochschule am 17. Dezember 2015 zu einer Stiftungsuniversität (fundação pública de direito privado).

## Schulen
Die Universität gliedert sich in insgesamt zwölf Schulen und Institute, die Fakultäten entsprechen:
- Schule für Architektur (EA)
- Naturwissenschaftliche Schule (EC)
- Gesundheitswissenschaftliche Schule (ECS)
- Rechtswissenschaftliche Schule (ED)
- Wirtschaftswissenschaftliche Schule (EEG)
- Ingenieurswissenschaftliche Schule (EENG)
- Schule für Psychologie (EP)
- Fachhochschule für Krankenpflege (ESE)
- Sozialwissenschaftliches Institut (ICS)
- Erziehungswissenschaftliches Institut (IE)
- Geisteswissenschaftliches Institut (ILCH), mit Sprachenzentrum BabeliUM

Im März 2018 wurde das international erfolgreichste Forschungszentrum 3Bs in ein eigenes Institut verwandelt:
- Institut für Biomateriale, Bioabbaubare Stoffe und Biomimetik (I3Bs), mit Sitz im Technologiepark AvePark im Landkreis Guimarães.